# Idéalisme subjectif
Pour les articles homonymes, voir Idéalisme.
 (septembre 2017).

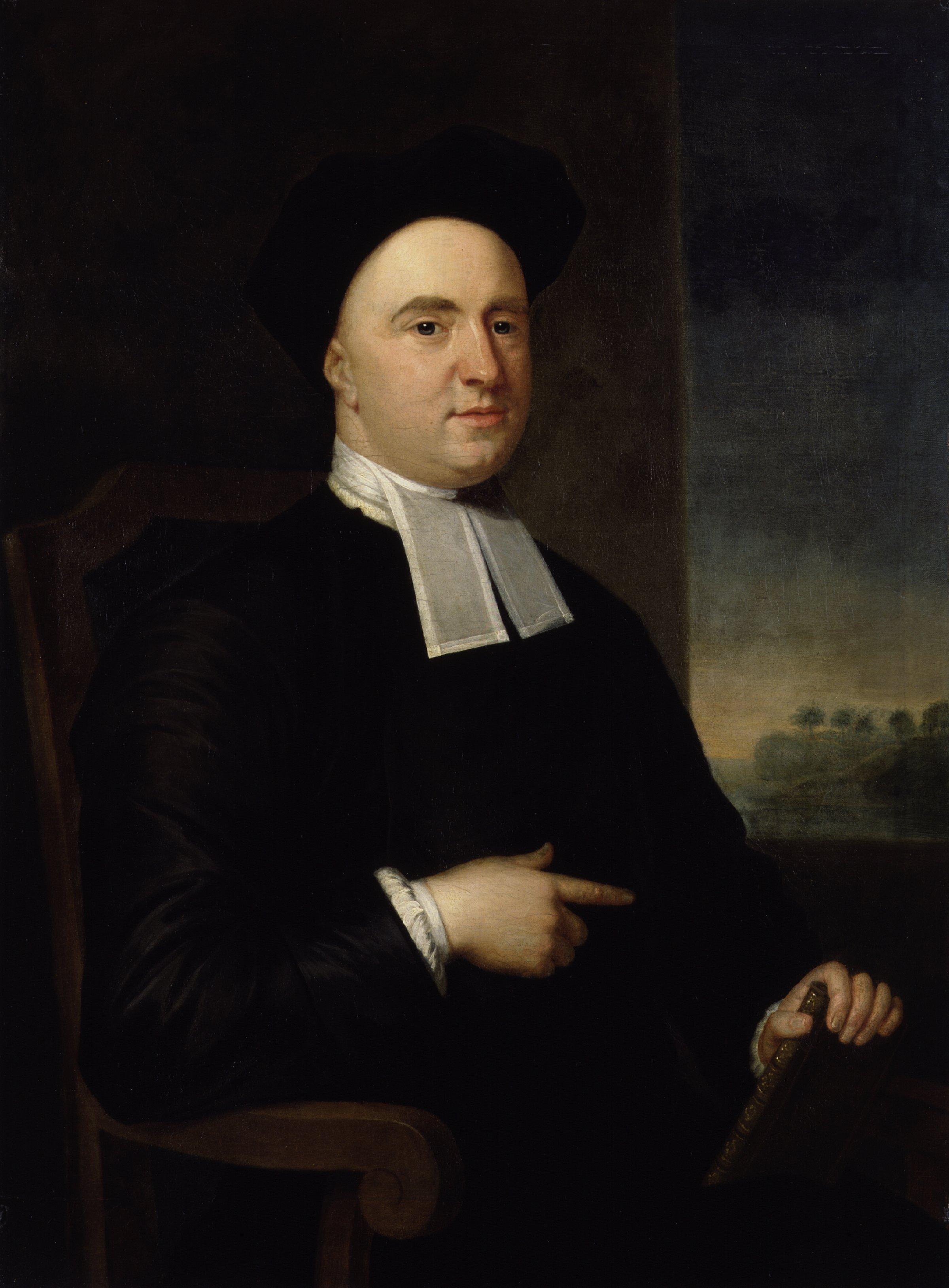
George Berkeley est crédité du développement de l'idéalisme subjectif.

L'idéalisme subjectif, ou idéalisme empirique, est la doctrine métaphysique moniste selon laquelle seuls existent les esprits et les contenus mentaux. Il implique et est généralement identifié ou lié à l'immatérialisme, doctrine d'après laquelle les choses matérielles n'existent pas. L'idéalisme subjectif rejette le dualisme, le monisme neutre et le matérialisme ; il s'oppose en effet au matérialisme éliminativiste, la doctrine qui veut que seules existent les choses matérielles et pas les choses mentales.
L'idéalisme subjectif est une fusion du phénoménisme ou empirisme, qui confère un statut particulier à l'immédiatement perçu, avec l'idéalisme, qui confère un statut particulier au mental. L'idéalisme nie la connaissabilité ou existence du non-mental tandis que le phénoménalisme sert à restreindre le mental à l'empirique. L'idéalisme subjectif identifie ainsi sa réalité mentale avec le monde de l'expérience ordinaire, plutôt que de faire appel à l'esprit du monde unitaire du panthéisme ou idéalisme absolu. Cette forme d'idéalisme est « subjective » non pas parce qu'elle nie qu'il y a une réalité objective mais parce qu'elle affirme que cette réalité est complètement dépendante de l'esprit des sujets qui la perçoivent.
Les premiers penseurs identifiables comme idéalistes subjectifs sont certains membres de l'école Yogācāra du bouddhisme indien, qui réduisent le monde de l'expérience à un flux de perceptions subjectives. L'idéalisme subjectif a pu être identifié avec la philosophie de George Berkeley au XVIIIe siècle, qui soutient que l'idée de la réalité indépendante de l'esprit est incohérente[réf. nécessaire], concluant que le monde se compose de l'esprit de l'homme avec ses perceptions, et de Dieu. Les écrivains postérieurs ont continuellement été aux prises avec une interprétation sceptique de Berkeley. Emmanuel Kant répond en rejetant l'immatérialisme de Berkeley et en le remplaçant par l'idéalisme transcendantal qui considère le monde indépendant de l'esprit comme existant, mais comme un en soi inconnaissable. Depuis Kant, le vrai immatérialisme est resté une rareté, mais se poursuit par des mouvements se chevauchant partiellement tels que le phénoménalisme, le subjectivisme et le perspectivisme[réf. nécessaire].

## Histoire
Des penseurs comme Platon, Plotin et Augustin d'Hippone ont anticipé l'antimatérialisme de l'idéalisme avec leurs vue de l'infériorité ou réalité dérivée de la matière[Quoi ?]. Toutefois, ces platoniciens n'ont pas parcouru le chemin de Berkeley vers la subjectivité. En effet, Platon condamne rationnellement l'expérience des sens, tandis que l'idéalisme subjectif présuppose l'empirisme et la réalité irréductible des données des sens. Une méthodologie plus subjectiviste se trouve dans l'accent mis par les Pyrrhoniens sur le monde des apparences mais leur scepticisme exclut la possibilité de conclusions ontologiques sur la primauté épistémique des phénomènes.
Les premières articulations matures de l'idéalisme apparaissent avec les penseurs chittamatra tels que l'épistémologue Dharmakīrti au VIIe siècle qui identifie la réalité ultime avec la perception sensorielle. Le plus célèbre promoteur de l'idéalisme subjectif dans le monde occidental est le philosophe irlandais du XVIIIe siècle George Berkeley[réf. nécessaire], bien que le terme choisi par Berkeley pour sa théorie soit « immatérialisme ». Du point de vue de l'idéalisme subjectif, le monde matériel n'existe pas et seul le monde phénoménal est dépendant de l'homme. D'où l'idée fondamentale de ce système philosophique (comme représenté par Berkeley ou Ernst Mach) que les choses sont des complexes d'idées ou de sensations et que seuls les sujets et les objets de perceptions existent. Berkeley résume sa théorie avec la devise esse est percipi (« Être c'est être perçu ») mais continue à l'élaborer avec Dieu comme source du consensus de réalité (en) et autres caractéristiques.
Selon Berkeley, un objet n'a de réalité véritable que tant qu'il est perçu par un esprit. Dieu, étant omniscient perçoit tout ce qui est perceptible, donc tous les êtres réels existent dans l'esprit de Dieu. Cependant, il est également évident que chacun de nous dispose d'un libre arbitre et de la compréhension de notre auto-réflexion, et nos sens et nos idées suggèrent que d'autres personnes aussi possèdent également ces qualités. Selon Berkeley il n'y a d'univers matériel, en fait, il n'a absolument aucune idée de ce que cela pourrait bien signifier. Théoriser sur un univers composé de matière insensible n'est pas raisonnable. Cela est important, car il n'y a absolument pas de preuve positive d'un univers matériel, seulement des spéculations à propos de choses qui sont de fait en dehors de nos esprits.
La position de Berkeley relative à l'immatérialisme a été critiquée par Samuel Johnson, ainsi que le rapporte James Boswell. Répondant à la théorie, le Dr. Johnson s'écria « Je la réfute « ainsi » !» tout en donnant « avec beaucoup de force » un coup de pied à un rocher. Cet épisode est évoqué par Stephen Dedalus dans le troisième chapitre d'Ulysse de James Joyce. Réfléchissant sur l'« inéluctable modalité du visible », Dedalus évoque l'image de la réfutation de Johnson et la poursuit en conjonction avec les expositions d'Aristote sur la nature des sens comme décrites dans De Sensu et Sensibilibus. Aristote tient que si la perception visuelle souffre d'une authenticité compromise car elle passe à travers le liquide diaphane de l'œil intérieur avant d'être observée, le son et l'audition ne sont pas pareillement dilués. Dedalus expérimente le concept dans le développement de son idéal esthétique.
La version la plus simple et la plus courante de l'idéalisme subjectif combine le phénoménalisme subjonctif, c'est-à-dire que les déclarations sur les objets physiques peuvent être traduites en événements subjectifs à propos des perceptions, avec la croyance dans les esprits immatériels.

## Fiction
La nouvelle Tlön, Uqbar, Orbis Tertius de Jorge Luis Borges dans laquelle Berkeley est spécifiquement mentionné présente une parabole de l'idéalisme subjectif.

## Source de la traduction
- (en) Cet article est partiellement ou en totalité issu de l’article de Wikipédia en anglais intitulé « Subjective idealism » (voir la liste des auteurs).